# L’Empire des steppes
L’Empire des steppes: Attila, Gengis-Khan, Tamerlan (deutsch unter dem Titel: Die Steppenvölker: Attila, Dschingis Khan, Tamerlan) ist eine allgemeine Geschichte Zentralasiens, die von dem französischen Historiker und Orientalisten René Grousset (1885–1952) verfasst und in der Buchreihe Bibliothèque historique von Payot 1939  erstmals veröffentlicht wurde.

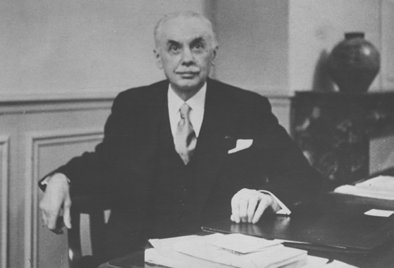
René Grousset

## Die Steppenvölker
Das sich sowohl auf mittelalterliche Quellen als auch auf die Forschungen moderner und zeitgenössischer Wissenschaftler stützende Werk untersucht die in den eurasischen Steppen lebenden Reitervölker der Hunnen, Xianbei, Turkvölker und Mongolen von der Antike bis zum Untergang des Dsungarischen Khanats in der Mitte des 18. Jahrhunderts, bis zur Befriedung des Großen und Kleinen Hodschas während der Qianlong-Zeit der Qing-Dynastie. Ein besonderes Augenmerk gilt dabei den Aktivitäten der drei großen östlichen Eroberer: Attila, Dschingis Khan und Tamerlan. Das Buch greift auf zahlreiche Quellen aus europäischen, chinesischen, persischen und anderen Kulturen zurück und richtet sich an ein breites Spektrum von Lesern, vom allgemein Interessierten bis zum professionellen Historiker. Es erlebte mehrere Auflagen und wurde in viele Sprachen übersetzt.

## Gliederung
Unter der dreiteiligen Gliederung: I. Hochasien bis zum 13. Jahrhundert (1–4), II. Die Dschingiskhaniden-Mongolen (5–11) und III. Die letzten Mongolen (12–15) wird der Stoff in fünfzehn Einzelabschnitten abgehandelt:
01. Alte Geschichte der Steppen: Skythen und Hunnen
02. Das frühe Mittelalter: Tujue, Uiguren und Qitan
03. Die Türken und der Islam bis zum 13. Jahrhundert
04. Die russische Steppe vom 6. bis zum 13. Jahrhundert
05. Dschingis Khan
06. Die drei ersten Nachfolger von Dschingis Khans
07. Kubilai und die Mongolen-Dynastie Chinas
08. Turkestan unter dem Haus Tschaghatai
09. Das mongolische Persien und das Haus Hülegüs
10. Das Khanat Kiptschak
11. Tamerlan
12. Die Mongolen Russlands
13. Die Schaibaniden
14. Die letzten Tschagataiden
15. Die letzten Mongolen-Reiche vom 15. bis 18. Jahrhundert

## Rezeption und Kritik
L’Empire des steppes wird sowohl wegen der Breite des gewählten Zeitraums als auch wegen des Umfangs der vom Autor geleisteten Arbeit bewundert und wurde allgemein, auch mehrere Jahrzehnte nach seiner Veröffentlichung, als eines der beeindruckendsten Werke, die jemals über die asiatische Geschichte geschrieben wurden, angesehen. Eine Reihe von Orientalisten hat jedoch darauf hingewiesen, dass solche Behauptungen mit Skepsis betrachtet werden sollten. Ohne Groussets schriftstellerisches Talent zu schmälern, stellten sie fest, dass das Buch zu einer Zeit geschrieben wurde, als keine der wichtigsten Primärquellen, insbesondere zur mongolischen Geschichte (Geheime Geschichte der Mongolen, Dschāmiʿ at-tawārīch, Geschichte des Welteroberers) vollständig übersetzt vorlag und die moderne Forschung, die das Verständnis für den Platz der Mongolen und Turkvölker in der Geschichte veränderte, noch nicht das Licht der Welt erblickt hatte, und viele der Aussagen in L’Empire des steppes bis zur Mitte des Jahrhunderts bereits ihre Relevanz verloren hatten. Die Kritiker beleuchteten auch Groussets Ansichten im Allgemeinen. Kenneth Allin Luther von der University of Michigan sagt beispielsweise, dass Groussets Werk von Romantik durchdrungen sei und dass er die Energie der Nomaden und vor allem das Genie von Dschingis Khan bewundere.
Nach Ansicht des Gelehrten Larry J. Penrose, Professor am Hope College (Michigan), mag sich Grousset zwar in einigen Details geirrt haben, doch im Gegensatz zu seinen Vorgängern, die die Nomadenvölker mit einem unverhohlenen Gefühl der kulturellen Überlegenheit betrachteten, war er der erste, der Einheit und Entwicklung erkannte, wo andere vor und nach ihm nur Zerstörung und Chaos sahen, und er verdiene daher Nachsicht, und sei es auch nur wegen der unglaublichen Inspirationskraft, die er einer ganzen Generation von Orientalisten hinterließ.